# Mount Jewett
Mount Jewett est un borough situé au sud de la partie centrale du comté de McKean, en Pennsylvanie, aux États-Unis,. En 2010, il comptait une population de 919 habitants, estimée au 1er juillet 2020 à 896 habitants. Le borough est incorporé le 6 juin 1893.

## Démographie
Lors du recensement de 2010, le borough comptait une population de 919 habitants. Elle est estimée, en 2020, à 896 habitants.

### Source de la traduction
- (en) Cet article est partiellement ou en totalité issu de l’article de Wikipédia en anglais intitulé « Mount Jewett, Pennsylvania » (voir la liste des auteurs).